# Мемхардт, Иоганн Грегор
Иоганн Грегор Мемхардт (нем. Johann Gregor Memhardt, также Memhard; 1607, Линц — 1678, Берлин) — немецкий архитектор.

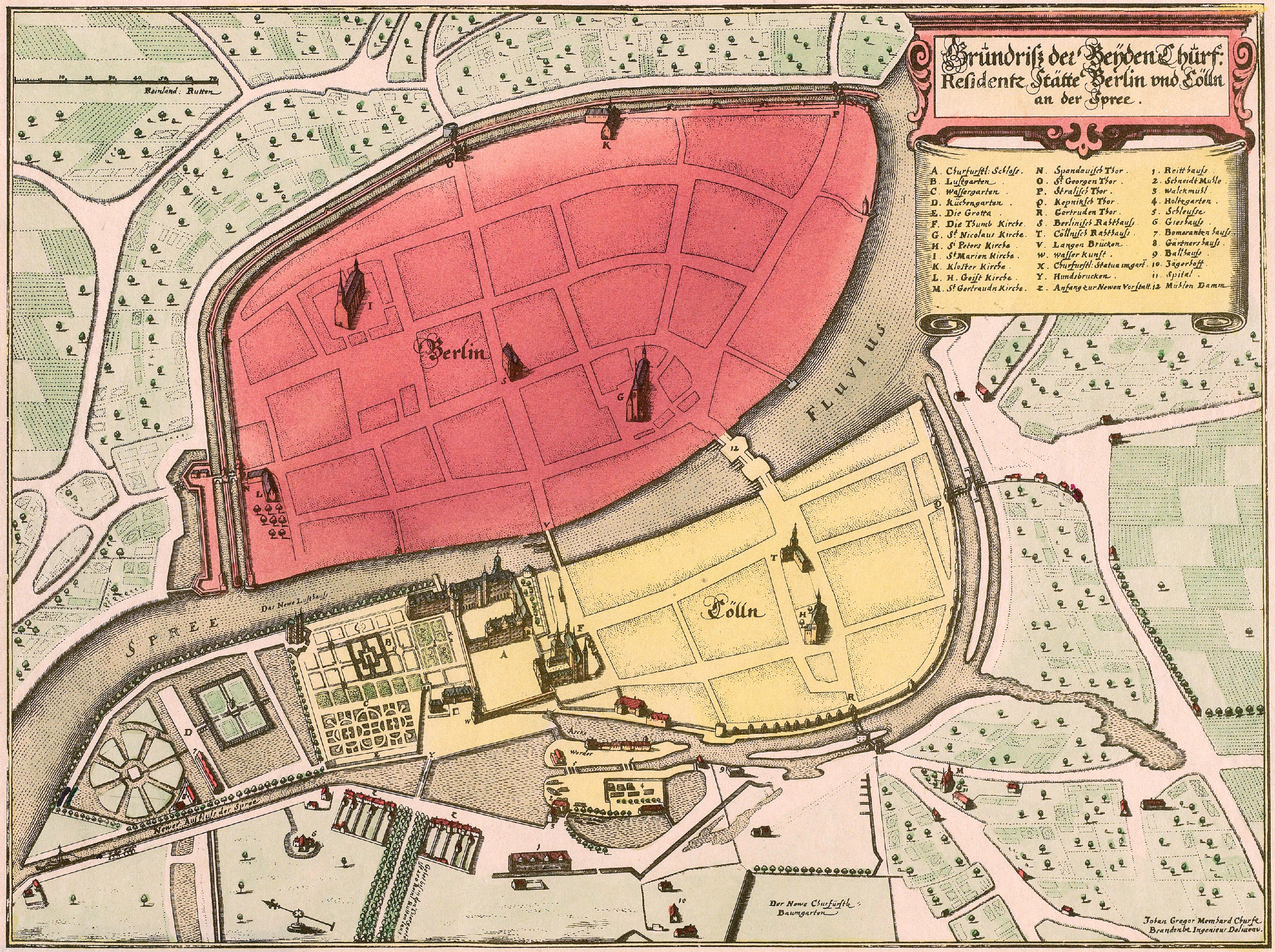
Карта Берлина 1652 года работы Иоганна Грегора Мемхардта

В 1622 году Мемхардт переехал в Нидерланды, где предположительно обучался строительству крепостей. В 1638 году Иоганн Грегор Мемхардт поступил на службу крепостным инженером к курфюрсту Георгу Вильгельму. В 1641 году получил звание курфюршеского инженера. В 1650 году курфюрст Фридрих Вильгельм пригласил Мемхардта в Берлин, где ему было поручено проектирование придворных сооружений. Под руководством Мемхардта был перестроен берлинский дворец-резиденция, а для курфюрстины Луизы Генриетты возведена капелла. В Люстгартене Мемхардт построил парковый дворец. Начиная с 1651 года по проекту Мемхардта началось строительство дворца Ораниенбург. Мемхардт также известен своей картой Берлина 1652 года.
Укрепление Берлина в 1658 года было начато Мемхардтом и закончено Иоганном Арнольдом Нерингом. В 1656 году на Мемхардта был возложен надзор за всеми курфюршескими сооружениями. Около 1660 года в Потсдаме под руководством Мемхардта началось строительство нового Городского дворца. В 1653 году Мемхардт построил для себя первый дом на Унтер-ден-Линден в тогда городе Фридрихсвердере, бургомистром которого он стал в 1669 году. Этот дом позднее был перестроен под комендатуру, а в настоящее время на его месте находится берлинское представительство издательства Bertelsmann AG.
В 1664 году Мемхардт был назначен учителем курпринца, будущего короля Пруссии Фридриха I. Мемхардт работал над многими дворцами и загородными домами в Берлине, Потсдаме и Ораниенбурге. Большинство зданий, построенных по проектам Мемхардта, не пережило Вторую мировую войну. Имя архитектора с начала 1920-х годов носит одна из улиц в берлинском районе Митте.